# Condado de Washington (Kentucky)
O Condado de Washington é um dos 120 condados do estado americano de Kentucky. A sede do condado é Springfield, e sua maior cidade é Springfield. O condado possui uma área de 781 km² (dos quais 2 km² estão cobertos por água), uma população de 10 916 habitantes, e uma densidade populacional de 14 hab/km² (segundo o censo nacional de 2000). O condado foi fundado em 1792.